# Cyphostemma flaviflorum
Cyphostemma flaviflorum är en vinväxtart som först beskrevs av Thomas Archibald Sprague, och fick sitt nu gällande namn av Descoings. Cyphostemma flaviflorum ingår i släktet Cyphostemma och familjen vinväxter. Inga underarter finns listade i Catalogue of Life.